# Sophie d'Arbouville
Pour les articles homonymes, voir Lecat et Bazancourt.
Sophie d'Arbouville, née Sophie Lecat de Bazancourt le 28 octobre 1810 à Paris et morte le 22 mars 1850 dans la même ville, est une poétesse et nouvelliste française.

## Biographie
Née le 28 octobre 1810, Sophie de Bazancourt est la fille de Jean Baptiste Maximilien Joseph Antoine Lecat, baron de Bazancourt, et d’Élisabeth Marie Constance Henriette d'Houdetot, son épouse.  Elle est la petite-fille de Sophie d'Houdetot. Elle fréquente dans le salon de celle-ci une société choisie. Léon Séché en fait ce portrait : « Elle était plutôt mal de figure, elle avait des traits forts et os yeux ressortis qui, de prime abord, disposaient peu en sa faveur, mais dès qu'elle ouvrait la bouche on oubliait sa laideur relative. » Et Sainte-Beuve en a dit : « Jeune femme charmante, un peu Diane, sans enfants. Restée enfant et plus jeune que son âge. Pas jolie, mais mieux. »
À 22 ans elle épouse le général François d'Arbouville, qu'elle suit dans ses campagnes. Sa santé s'en ressentira. Ne pouvant suivre le général en mission en Afrique elle retourne à Paris et y tient salon. Sa conversation, son amabilité et sa bienveillance sont reconnus de tous. Elle ne tient pas au succès et ses poésies paraissent en petit nombre, pour ses proches, et son couvert d'anonymat. Ses nouvelles publiées dans La Revue des deux Mondes le sont sans son consentement : « Prendre l'ouvrage d'une femme pour le publier sans lui en demander la permission, c'est un manque de délicatesse. Ce n'est pas la peine de donner mille francs pour échapper à une complète publicité, si le lendemain les revues agissent de cette façon. J'ai écrit moi-même à M. Bulos (sic) une lettre très nette et très ferme qui l'aura un peu surpris, et je l'oblige, pour le prochain n°, à dire qu'il a agi sans mon consentement. » (lettre à Sainte-Beuve). La revue ne publiera pas cette protestation, ayant l'assentiment du mari. Elle acceptera plus tard leur édition, mais au profit d'une œuvre caritative.
Elle habite au 10, place Vendôme et y tient un salon où l'on parle plus de poésie que de politique. Lamartine est un de ses poètes favoris.
Sainte-Beuve, son hôte le plus assidu, en fait sa muse, et lui dédie Le Clou d’or :
En me voyant gémir, votre froide paupière 

M'a refermé d'abord ce beau ciel que j'aimais, 

Comme aux portes d'Enfer, de vos lèvres de pierre, 

Vous m'avez opposé pour premier mot : Jamais ! 
 (À Elle qui était allée entendre des scènes de l'opéra d'Orphée).
Elle ne lui cédera jamais, mais ils correspondent pendant 10 ans.
L'été elle réside à Maisons-Laffitte ou Champlâtreux. Prosper Mérimée y est reçu, Chateaubriand y compose Les Martyrs. Malade (« La fièvre m'est revenue, avec des douleurs aiguës — des maux de tête terribles »), atteinte d'un cancer, elle part en Ariège prendre les eaux de Celles puis rejoint son mari à Lyon. Les événements de juin 1849 altèrent sa santé car elle craint pour la vie du général
Le couple rentre à Paris et elle y meurt, le 22 mars 1850, après une longue maladie. Elle est inhumée trois jours plus tard au cimetière de Montmartre (division 21).
Elle a donné son nom à la promotion de Nacarats (Secondes) de la Maison d'Education de la Légion d'Honneur de Saint-Denis en 2023. La promotion BAZANCOURT.

## Œuvres
- Le 15 mars 1847, la Revue des deux mondes publiait Le Médecin du village.
- Poésies et nouvelles ; Amyot, 1855 
  - Volume 1 Lire en ligne
  - Volume 2 Lire en ligne
- Marie Madeleine, Le Médecin de village, Résignation ; Amyot, 1876  Lire en ligne sur Gallica
- Une vie heureuse. Une famille hollandaise ; Amyot, 1876 Lire en ligne sur Gallica

## Critique et jugement
- « Elle avait de l’imagination ! Elle avait la foi et le génie !… Sa souffrance réelle était sa laideur : elle la recouvrait d’un voile éblouissant d’esprit, de bienveillance, d’agrément. ». Sainte-Beuve
- « Âme sentimentale et sensée, tour à tour enjouée et mélancolique, à qui l'on pouvait tout dire et qui avait réponse à tout, mais qui, sur le chapitre des mœurs, en ce qui la touchait tout au moins, se montrait intraitable ». Léon Séché